# 加太町
加太町（かだちょう）は、和歌山県にあった町。旧海部郡。

## 歴史
- 1889年（明治22年）4月1日 - 町村制施行により、海部郡加太浦、深山村、大川浦が合併して加太村が成立。
- 1896年（明治29年）4月1日 - 郡の再編により海部郡と名草郡が統合されて海草郡となる[1]。
- 1899年（明治32年）4月1日 - 町制を施行して加太町となる。
- 1958年（昭和33年）7月1日 - 市町村合併により和歌山市へ編入。

## 経済

### 産業
農業
『大日本篤農家名鑑』によると、加太町の篤農家は「幸前音吉、幸前盛蔵、羽藤八壽郎」などがいた。
金融機関
- 紀陽銀行加太支店[3][4]
  - 支店長は「向井健之助[3]、杉原大造[4]、太田隆次郎[5]」などがいた。

## 地域

### 教育
- 和歌山市立加太小学校
- 和歌山市立加太中学校

### 健康
医師
- 麻殖生竹之助[6]
- 麻殖生桂一郎[6]
- 池上喜代一[6]

### 施設
宗教
- 加太神社（淡嶋神社に比定される）

行政
- 和歌山市役所加太支所

## 交通

### 鉄道
- 南海加太駅

## 出身・ゆかりのある人物
- 石橋八九郎（旧姓・阪本、紀州銀行、南陽肥料各取締役） - 生家は網綱商の十一屋で、海草郡塩津村（現・海南市下津町塩津）の米穀・肥物商石橋家の養子である。